# 仲為君
仲為君（1989年4月20日—），中國男子排球運動員，亦為中國國家男子排球隊成員，身高2米，司職主攻/接应，現時效力於八一盈冠體育男排。現時亦擔任中國男排隊長。

## 运动生涯
仲为君出生在山东烟台，是家中的独子。姑姑曾经是名排球女将，不过当时的仲为君，并没有想到自己也会迈入排球之门。由于他身材较高，因此很容易便被来学校“挖掘”好苗子的体校教练看中。仲为君也得以进入烟台芝罘区体校开始自己的排球之路，那时他才刚满8岁。
仲为君的排球道路走得比较顺畅。初中时，他开始打接应，直到2003年10月份进入八一队以后，才改打主攻。由于他身材突出，表现较好，因此一次通过，入选八一青年队。那时仲为君不满15岁，但已经長到了1.94米。鉴于在八一青年队可圈可点的表现，一年后，仲为君就进入了八一隊一队担任替补并于2005年进入了国家青年队。2007年首次入选周建安挂帅的国家队。
北京奥运会部分老将逐步淡出，仲为君成为国家队重点培养的主攻。随后通过亚锦赛、亞洲杯、世锦赛、亚运会等大赛的磨练，仲为君逐渐成熟，技术有进步。2011年，仲为君以主力身份征战亚锦赛获得亚军，随后又以主力身份征战了世界杯，尽管成绩不佳，但仲为君表现出了一定的攻击力。
2012年失去奥运资格的中国男排，在代理主教练谢国臣的带领下，全力备战随后的亚洲杯，并获得冠军。
2013年，谢国臣担任中国男排主教练，仲为君被任命成为新一届中国男排队长。在当年的亚锦赛上，仲为君带伤上阵发挥出色，和全队获得季军，并获得赛会最佳发球和最佳得分两项大奖。2014年，仲为君和队友获得世界男排联赛第三档次总决赛第三名。8月的波兰2014年世锦赛，随队获得并列第15名。
2017年，外教勞爾·洛薩諾上任中国男排主教练，仲為君依舊入選國家隊並繼續擔任隊長一職。